# Île Sibbald
L'île Sibbald est une île française des Kerguelen située au nord-ouest du Golfe des Baleiniers, un golfe de l'océan Indien formé par l'île principale de l'archipel.